# نادي الشمالي الرياضي
نادي الشمالي الرياضي هو نادي سوداني لكرة القدم و مركزه عطبرة. لعبوا في الدرجة الثانية في كرة القدم السودانية و الدوري السوداني الممتاز. و ملعبهم ملعب عطبره وكانت آخر مرة لعبوا فيها في الدوري السوداني الممتاز في عام 2009.

## روابط خارجية
- موقع FIFAa.com